# Сэммин
Сэммин (яп. 賤民, せんみん сэммин, «подлые люди») — группа населения в древнем японском «правовом государстве» VIII—X веков периодов Нара и Хэйан.
Противопоставлялись группе «добрых людей» рёмин. Принадлежность определялась по наследству.
Сэммин формировались из зависимых людей и парий в провинциях и столице. Включали в себя 5 подгрупп:
- мавзолейные слуги (陵戸, рё:ко) — занимались охраной, поддержанием и уборкой могил Императоров и членов Императорской семьи. Считались самой почётной группой сэммин.
- правительственные слуги (官戸, канко) — занимались обслуживанием правительственных учреждений и подчинялись Ведомству правительственных рабов (яп. 官奴司, каннуси). Имели право на земельный надел, весь урожай с которого шёл в пользу Ведомства. Правительство обеспечивало их пищей и одеждой. В эту подгруппу попадали чиновники и свободные общинники, совершившие преступление или провинившиеся и исключённые из группы «добрых людей» рёмин, лица рождённые между семейными слугами и рабами, а также государственные рабы старше 66 лет.
- семейные слуги (家人, кэнин) — занимались обслуживанием семей или родов, к которым принадлежали. Имели право на семью и не могли быть объектом купли и продажи.
- государственные рабы (公奴婢, ко-нухи или 官奴婢, кан-нухи) — занимались обслуживанием правительственных учреждений, к которым принадлежали, и подчинялись Ведомству правительственных рабов. Исполняли преимущественно физическую работу. После достижения 66 лет получали повышение в статусе и переходили в подгруппу правительственных слуг; после 76 лет получали свободу и переходили в группу «добрых людей» рёмин.
- личные рабы (私奴婢, си-нухи) — занимались обслуживанием семей или родов, к которым принадлежали. Исполняли преимущественно физические работы. Не имели права на семью и могли быть объектом купли и продажи.

После упадка системы рицурё в X—XI веках, понятие «подлых людей» сэммин не исчезло, как в случае с «добрыми людьми» рёмин. В средневековье оно закрепилось за социальными низами Японии: хининами и каварамоно. Начиная с XVII века представители этой группы были объектом презрения обычных японцев.